# Cuphea lobelioides
Cuphea lobelioides är en fackelblomsväxtart som beskrevs av August Heinrich Rudolf Grisebach. Cuphea lobelioides ingår i släktet blossblommor, och familjen fackelblomsväxter. Inga underarter finns listade i Catalogue of Life.